# トミー・ライアン
トミー・ライアン（Tommy Ryan、本名：ジョセフ・ヤングス (Joseph Youngs)、1870年3月31日 - 1948年8月3日）は、アメリカ合衆国出身の元プロボクサー。ニューヨーク州レッドウッド生まれ。父親はフランス人、母親はイギリス人。元世界ウェルター級、ミドル級王者。2階級を制した。

## 略歴
1887年デビュー。1894年“ミステリアス”ビリー・スミスを判定で下し、第2代世界ウェルター級王者になる。前王者スミスとの防衛戦は引き分けで防衛に成功。1896年3月2日に狡猾な頭脳派キッド・マッコイに15回でKOされた。
その後階級をミドル級に上げ、1897年12月20日、ボブ・フィッシモンズの王座返上で空位となっていた世界王座をビル・ヘフェルナンと争い、3回KO勝ちで2階級制覇を達成。以後12度の防衛を果たし、王者のまま引退した。100戦を超えるキャリア中、黒星はただ2つだけである。

## 通算戦績
106戦82勝(68KO)2敗13分3無効6無判定